# У меншості
У меншості (англ. Outmatched, стилізований як outmatched) — американський багатокамерний телевізійний ситком, створений Лоном Зімметом для телерадіомовної компанії Fox. Прем’єра відбулася 23 січня 2020 року. У травні 2020 року Fox закрила серіал після одного сезону.

## Сюжет
Серіал розповідає про подружню пару з Атлантік-Сіті. Звичайна подружня пара, робітниця казино Кей і простий роботяга Майк, виховує чотирьох дітей, троє з яких — вундеркінди. Єдина «нормальна» дитина вдома — восьмирічна дівчинка, якій треба якось скорочувати інтелектуальний розрив між родичами.

## Акторський склад

### Головні ролі:
- Джейсон Біггс у ролі Майка Беннетта, чоловіка Кей і службового підрядника.
- Меґґі Лоусон у ролі Кей Беннетт, дружини Майка та боса в місцевому казино.
- Тіша Кемпбелл у ролі Ріти, дилера в блекджек і найкращої подруги Кея.
- Ешлі Беттчер у ролі Ніколь Беннетт, старшої таланової 15-річної доньки Майка та Кей. Ніколь вільно розмовляє принаймні 5 мовами, а також має чудові знання з інформатики. З трьох геніїв Ніколь найбільш соціально обізнана.
- Коннор Калопсіс у ролі Брайана Беннетта, старшого талановитого 16-річного сина Майка та Кей. Брайан є найбільш незграбним у соціальному плані з геніального тріо та має високий рівень знань у науках.
- Джек Стентон у ролі Марка Беннетта, молодшого талановитого 10-річного сина Майка та Кей, який щойно отримав сертифікат генія. Марк має великий інтерес і талант до мистецтва та музики.
- Оклі Булл у ролі Лейли Беннетт, молодшої 8-річної доньки Майка та Кей, яка не має обдарувань і тому вважається «нормальною».
- Фінесс Мітчелл у ролі Ірвіна, найкращого друга Майка та чоловіка Ріти.

### Відомі другорядні актори:
- Тоні Данза — Джей Беннетт, батько Майка.
- Керолайн Аарон у ролі Сільвії Беннетт, матері Майка та дружини Джея.
- Елісон Ханніґан у ролі Бет, матері Аттікуса.
- Едді Кей Томас у ролі Зіґмунда, батька Аттікуса, який любить кататися на роликах.

## Розробка
23 січня 2019 року було оголошено, що компанія Fox отримала пілотне замовлення на зйомки, яке тоді називалося Geniuses. Пілотний сценарій написав Лон Зіммет, який також був виконавчим продюсером. Компанії, які беруть участь у пілотному проєкті, це Fox Entertainment і 20th Century Fox Television, що належать Disney. 9 травня 2019 року мережа дала серіалу дозвіл на зйомки та змінила назву на Outmatched. Через кілька днів було оголошено, що прем’єра серіалу відбудеться взимку 2019–2020 років. 19 травня 2020 року Fox закрила серіал після одного сезону.

## Оцінка серіалу
На Rotten Tomatoes рейтинг серіалу 22% на основі 9 рецензій із середньою оцінкою 3/10. На Metacritic він має середньозважену оцінку 33 зі 100 на основі 4 відгуків, що означає «загалом несприятливі відгуки».
За даними Nielsen Media Research серіал зайняв 97-е місце із середньою кількістю глядачів: 3,25 мільйона за сезон трансляції.

## Покликання
1. ↑  Goldberg, Lesley (19 травня 2020). 'Outmatched' Canceled at Fox. The Hollywood Reporter. Архів оригіналу за 20 травня 2020. Процитовано 20 травня 2020.
2. ↑  Andreeva, Nellie (24 січня 2019). Fox Orders Comedy Pilots 'Richard Lovely' & 'Geniuses'. Deadline Hollywood. Penske Media Corporation. Архів оригіналу за 13 жовтня 2019. Процитовано 22 листопада 2019.
3. ↑  Goldberg, Lesley (9 травня 2019). Fox Unveils First Slate as Indie Broadcaster With Orders for Four Dramas, Two Comedies. The Hollywood Reporter. Архів оригіналу за 13 травня 2019. Процитовано 13 травня 2019.
4. ↑  Andreeva, Nellie (13 травня 2019). Fox Fall 2019-20 Schedule: WWE, NFL, No Live-Action Comedies With 'Last Man Standing' Held, 'Empire' & 'Resident' To Tuesday. Deadline Hollywood. Архів оригіналу за 6 травня 2020. Процитовано 6 травня 2020.
5. ↑  Outmatched: Season 1 (2020). Rotten Tomatoes. Процитовано 29 лютого 2020.
6. ↑  Outmatched: Season 1. Metacritic. Процитовано 28 січня 2020.
7. ↑  Rick Porter (9 червня 2020). TV Ratings: 7-Day Season Averages for Every 2019-20 Broadcast Series. The Hollywood Reporter.

## Зовнішні покликання
- У меншості на сайті IMDb (англ.)
- Офіційний сайт